# Luis Lucchetti
Luis Lucchetti (18 de novembro de 1902 – 6 de agosto de 1990) foi um esgrimista argentino, que participou dos Jogos Olímpicos de Verão de 1928, sob a bandeira da Argentina.